# 32302 Mayavarma
32302 Mayavarma este o planetă minoră (asteroid), cu un diametru de 2,057 km, din centura de asteroizi. A fost descoperită pe 25 august 2000 la Experimental Test Site⁠(d) de Lincoln Near-Earth Asteroid Research. 
Obiectul prezintă o orbită caracterizată de o semiaxă mare de 2,2102914 UAi, o excentricitate de 0,11, o înclinație de 5,7689 ° în raport cu ecliptica.